# Wake Up chanee: The Series
Wake Up chanee: The Series (Wake Up ชะนี The Series; titolo internazionale Wake Up Ladies: The Series, comunemente nota anche come Wake Up: The Series) è una serie televisiva thailandese prodotta da GMMTV e Parbdee Thaweesuk, andata in onda dal 17 marzo al 16 giugno 2018 sull'emittente One31. È stata distribuita anche su Line TV (in latecast) e successivamente su YouTube.
La sigla della serie s'intitola "Bot rean kong krom chenh jai" ed è cantata da Chalatit Tantiwut.

## Trama
Nutt è un neurologo che oltre a curare fisicamente i suoi pazienti li aiuta anche con i problemi personali, in particolare quelli di cuore, benché sia ancora single; data ormai l'esperienza sull'argomento, è diventato il guru di un gruppo formato in perfetta sintonia con quattro donne completamente differenti tra loro, con diverse visioni sul mondo dell'amore. Nel cercare di aiutare le amiche, sarà proprio lui a trovare l'uomo dei sogni tramite un'applicazione d'incontri, che li definisce una coppia perfetta.

## Personaggi e interpreti

### Principali
- Nutt, interpretato da Niti Chaichitathorn "Pompam".
- Jane (detta Janette), interpretata da Akhamsiri Suwanasuk "JakJaan".
- Chloe (detta Kluay), interpretata da Apitsada Kruakongka "Ice".
- Aei, interpretata da Maneerat Kam-Uan "Ae".
- Tata, interpretata da Tipnaree Weerawatnodom "Namtan".

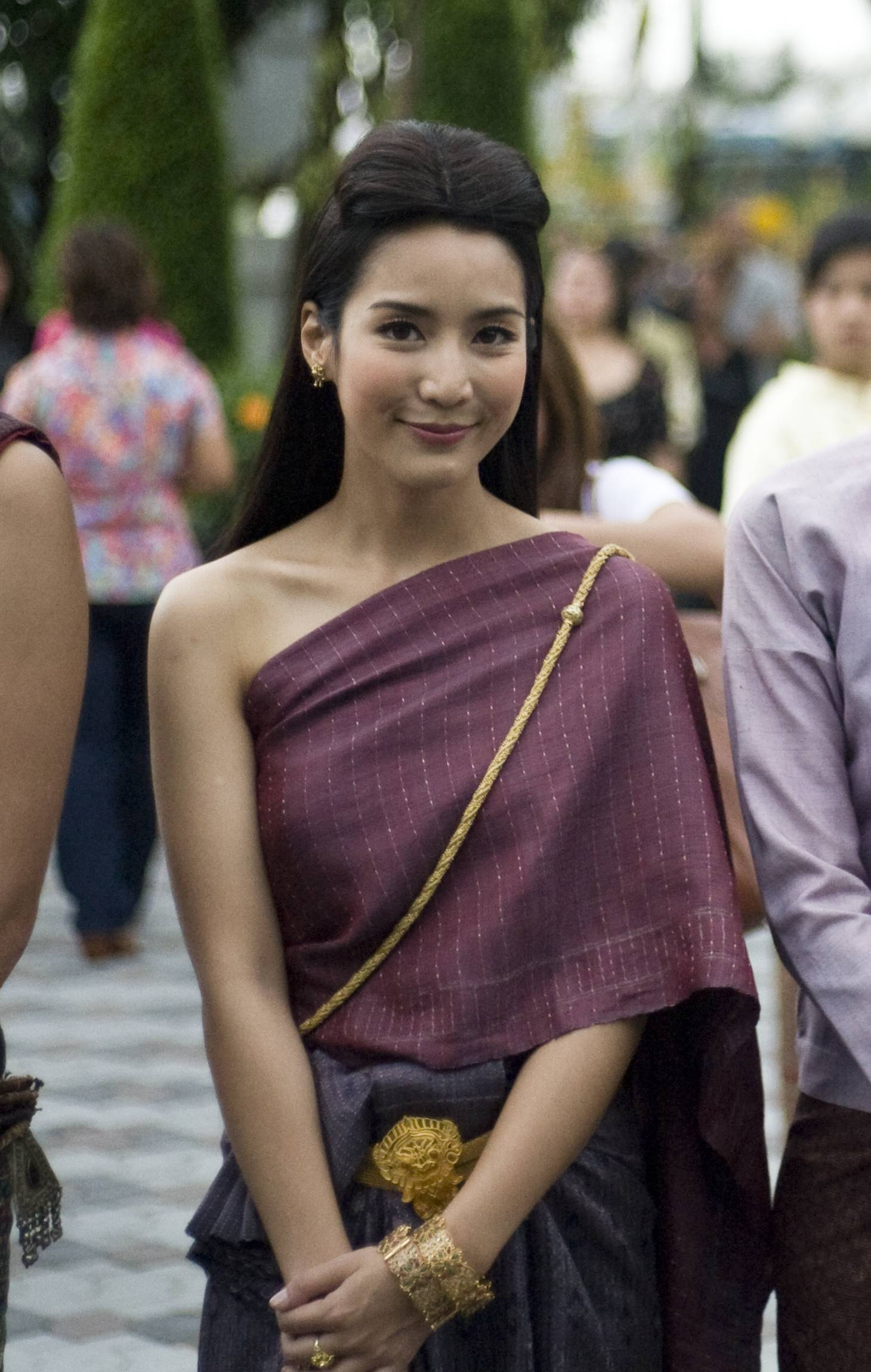
Akhamsiri Suwanasuk
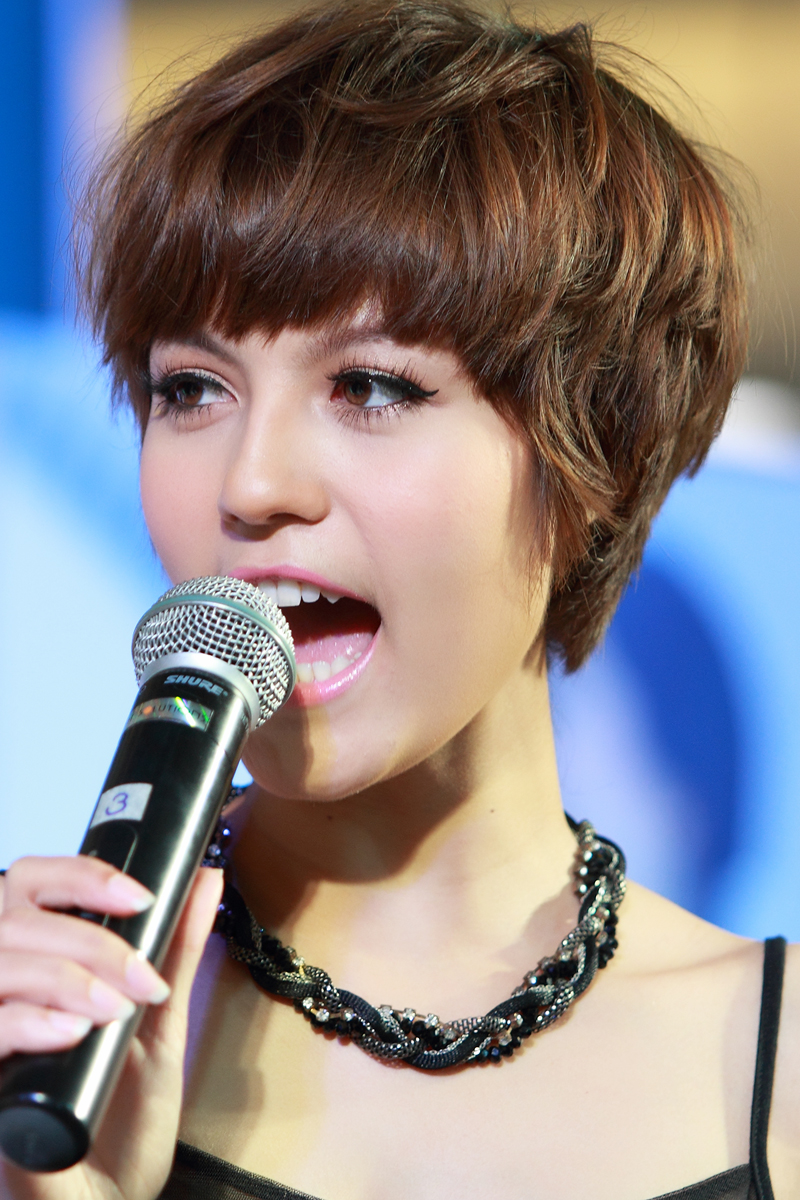
Maneerat Kam-Uan

### Ricorrenti
- Joe, interpretato da Popetorn Soonthornyanakij "Two".
- Saifah, interpretato da Thanat Lowkhunsombat "Lee".
- Leng/Ryu, interpretato da Kanaphan Puitrakul "First".
- Boy, interpretato da Benjamin Varney "Ben".
- Golf, interpretato da Sina Oontornpan "Todd".
- Ton, interpretato da Thongpoom Siripipat "Big".
- Toon, interpretato da Natthawut Jenmana "Max".
- Pat, interpretato da Jirakit Thawornwong "Mek".
- New, interpretata da Ployshompoo Supasap "Jan".

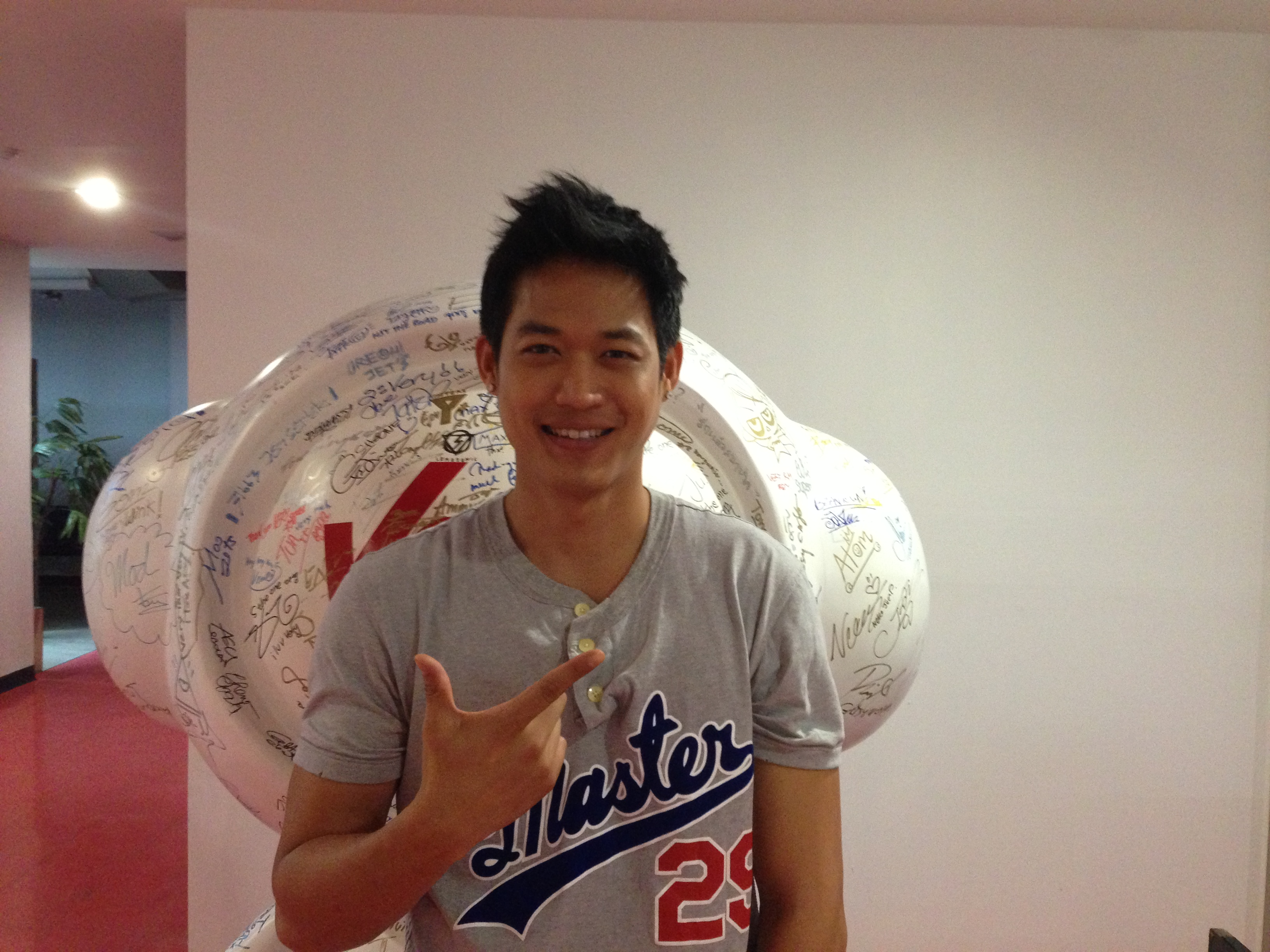
Popetorn Soonthornyanakij
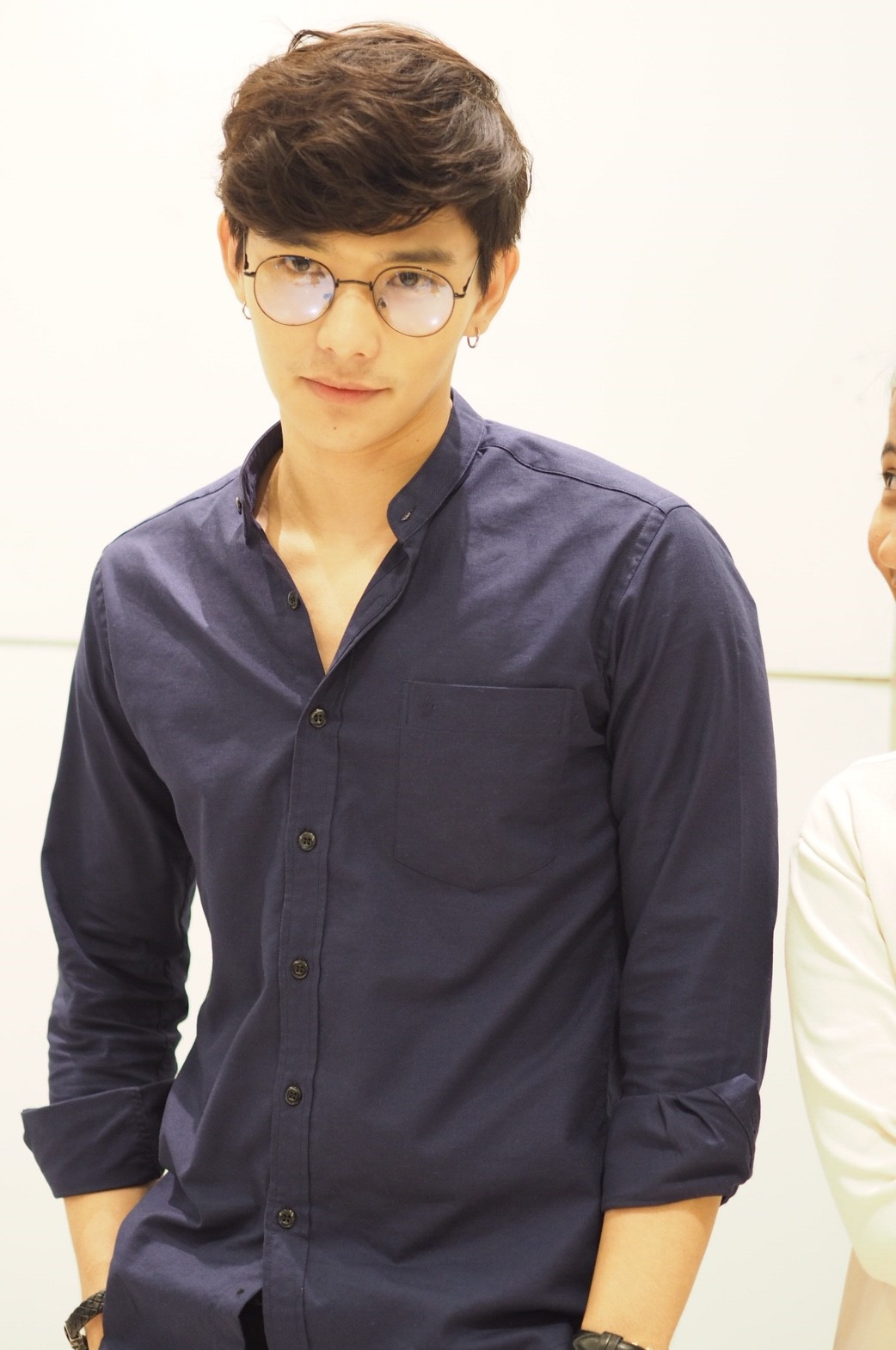
Thanat Lowkhunsombat
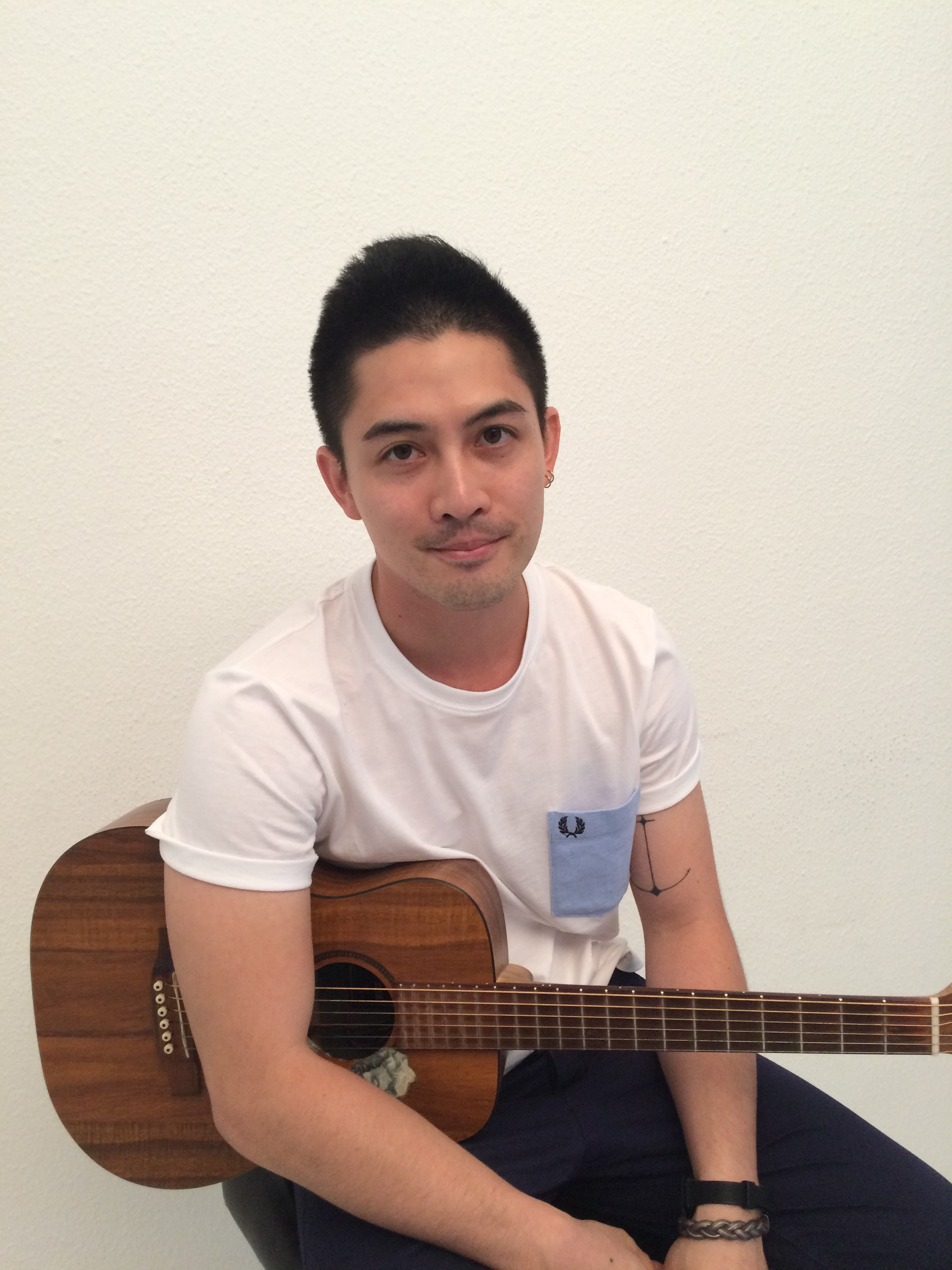
Natthawut Jenmana

## Episodi
| Stagione       | Episodi | Prima TV |
| -------------- | ------- | -------- |
| Prima stagione | 13      | 2018     |